# وندی رنار
وندی رنار (به فرانسوی: Wendie Renard) (زادهٔ ۲۰ ژوئیه ۱۹۹۰) بازیکن زن فوتبال اهل کشور فرانسه است. وی در لیگ برتر فوتبال زنان فرانسه و برای باشگاه فوتبال زنان المپیک لیون بازی می‌کند. او همچنین عضو تیم ملی فوتبال زنان فرانسه است. پست تخصصی وی مدافع است.